# Bulbophyllum tripaleum
Bulbophyllum tripaleum là một loài phong lan thuộc chi Bulbophyllum.